# Axestoleus quinquepunctatus
Axestoleus quinquepunctatus là một loài bọ cánh cứng trong họ Cerambycidae.